# Antti K. Mäkelä
Antti Kustaa Mäkelä (* 3. Dezember 1913 in Muolaa; † 26. Dezember 1939 in Kelja) war ein finnischer Verleger, Übersetzer und Schriftsteller.
Mäkeläs Eltern waren der Geschäftsmann Viktor Emil Mäkelä und Anna Rauha Johanna Manner. Er wurde 1933 am Finnischen Normalen Lyzeum in Helsinki aufgenommen und studierte Volksdichtung und Literatur an der Universität Helsinki, wo er 1938 einen Bachelorabschluss in Philosophie und 1939 einen Masterabschluss machte. Mäkelä arbeitete ab 1938 als Verleger bei Werner Söderström Osakeyhtiö (kurz: WSOY) und war ab 1939 Herausgeber der Zeitschrift Nuori Voima und ab 1936 der Zeitschrift Retkelijä.
Reserveleutnant Mäkelä, der von 1933 bis 1934 in der Armee diente, kämpfte im Winterkrieg in Taipale (=Solowjowo) und Kelja. Am zweiten Weihnachtsfeiertag 1939 fiel er als Anführer eines Gegenangriffs in Kelja.

## Werke
- Unohtunut asekätkö : partiopoikain seikkailu. Poikain jännityskirjasto n:o 10. Gummerus 1936
- Kaitajärven kirous : partiopoikain seikkailu. Poikain jännityskirjasto n:o 15. Gummerus 1937

## Übersetzungen
- Hermann Foertsch: Kriegskunst heute und morgen. Übersetzung von: Nykyinen ja tuleva sotataito. WSOY. 1939
- Edward S. Ellis: Ned in the blockhouse. 6. Auflage, 1967. Übersetzung von: Nopsajalka: intiaaniromaani. WSOY. 1939